# 箭元科技
北京箭元科技有限责任公司，简称箭元科技，是中華人民共和國一間民營运载火箭公司。其主要产品有可重复使用液体运载火箭元行者一号运载火箭。
2025年5月29日，箭元科技在东方航天港顺利完成“元行者一号”验证型火箭首次飞行回收试验。